# Jaamamõisa
Jaamamõisa est un quartier de Tartu en  Estonie. 

## Démographie
Au 31 décembre 2013, Jaamamõisa compte 3 202 habitants. 
Sa superficie est de 1,50 km2. 